# Episodi di Mister Ed, il mulo parlante (terza stagione)
La terza stagione della serie televisiva Mister Ed, il mulo parlante (Mister Ed) è andata in onda negli Stati Uniti dal 27 settembre 1962 al 12 maggio 1963 sulla CBS.
| nº | Titolo originale           | Prima TV USA      | Titolo italiano | Prima TV Italia |
| -- | -------------------------- | ----------------- | --------------- | --------------- |
| 1  | Ed Gets Amnesia            | 27 settembre 1962 |                 |                 |
| 2  | Wilbur, the Good Samaritan | 4 ottobre 1962    |                 |                 |
| 3  | Wilbur and Ed in Showbiz   | 11 ottobre 1962   |                 |                 |
| 4  | The Bashful Clipper        | 18 ottobre 1962   |                 |                 |
| 5  | Ed and the Allergy         | 25 ottobre 1962   |                 |                 |
| 6  | Horse Sense                | 1º novembre 1962  |                 |                 |
| 7  | Wilbur in the Lion's Den   | 8 novembre 1962   |                 |                 |
| 8  | Horse Party                | 15 novembre 1962  |                 |                 |
| 9  | Ed the Pilgrim             | 22 novembre 1962  |                 |                 |
| 10 | Disappearing Horse         | 29 novembre 1962  |                 |                 |
| 11 | Ed and Paul Revere         | 6 dicembre 1962   |                 |                 |
| 12 | Wilbur the Masher          | 13 dicembre 1962  |                 |                 |
| 13 | Horse of a Different Color | 20 dicembre 1962  |                 |                 |
| 14 | Ed and the Bicycle         | 3 gennaio 1963    |                 |                 |
| 15 | Ol' Rockin' Chair          | 10 gennaio 1963   |                 |                 |
| 16 | Big Pine Lodge             | 17 gennaio 1963   |                 |                 |
| 17 | Unemployment Show          | 24 gennaio 1963   |                 |                 |
| 18 | Horse Talk                 | 31 gennaio 1963   |                 |                 |
| 19 | Ed and the Secret Service  | 7 febbraio 1963   |                 |                 |
| 20 | Working Wives              | 14 febbraio 1963  |                 |                 |
| 21 | Wilbur's Father            | 28 febbraio 1963  |                 |                 |
| 22 | The Price of Apples        | 7 marzo 1963      |                 |                 |
| 23 | Ed the Zebra               | 21 marzo 1963     |                 |                 |
| 24 | Ed the Emancipator         | 24 marzo 1963     |                 |                 |
| 25 | Doctor Ed                  | 31 marzo 1963     |                 |                 |
| 26 | The Blessed Event          | 12 maggio 1963    |                 |                 |

## Ed Gets Amnesia
- Prima televisiva: 27 settembre 1962
- Diretto da: Arthur Lubin
- Scritto da: Ben Starr, Robert O'Brien

### Trama
- Guest star: C. Lindsay Workman (dottor Cathcart), Richard Deacon (dottor Baker)

## Wilbur, the Good Samaritan
- Prima televisiva: 4 ottobre 1962
- Diretto da: Arthur Lubin
- Scritto da: Ben Starr, Robert O'Brien

### Trama
- Guest star: Karl Lukas (George), Ray Kellogg (Frank), Jerry Hausner (Hunt), Robert Anderson (Harry), Kevin Brodie (Joey)

## Wilbur and Ed in Showbiz
- Prima televisiva: 11 ottobre 1962
- Diretto da: Arthur Lubin
- Scritto da: Ben Starr, Robert O'Brien

### Trama
- Guest star: Chick Chandler (Hodges), Hank Ladd (Sam Barker), Hank Weaver (Emcee)

## The Bashful Clipper
- Prima televisiva: 18 ottobre 1962
- Diretto da: Arthur Lubin
- Scritto da: Robert O'Brien, Ben Starr

### Trama
- Guest star: Barbara Morrison (Dorris Manning), Ricky Star (Chuck Miller)

## Ed and the Allergy
- Prima televisiva: 25 ottobre 1962
- Diretto da: Arthur Lubin
- Scritto da: Robert O'Brien, Ben Starr

### Trama
- Guest star: Isabel Randolph (Dorothy), Lewis Martin (dottore)

## Horse Sense
- Prima televisiva: 1º novembre 1962
- Diretto da: Arthur Lubin
- Scritto da: Ben Starr, Robert O'Brien

### Trama
- Guest star: Henry Hunter (Bud), Gale Robbins (Miss Meade), Jeanne Barr (ospite festa), Neil Hamilton (Boyd), Riza Royce (ospite festa), Peter Adams (Fred Reeves)

## Wilbur in the Lion's Den
- Prima televisiva: 8 novembre 1962
- Diretto da: Arthur Lubin
- Scritto da: Robert O'Brien, Ben Starr

### Trama
- Guest star: Jim Hayward (Maintenance Man), Charles Lane (Charles Foster)

## Horse Party
- Prima televisiva: 15 novembre 1962
- Diretto da: Arthur Lubin
- Scritto da: Ben Starr, Robert O'Brien, Lou Derman

### Trama
- Guest star: Betty Glennie (donna), Lisabeth Field (Mrs. Webster), Janet Comerford (donna), Bess Flowers (donna), Rolfe Sedan (Fairchild)

## Ed the Pilgrim
- Prima televisiva: 22 novembre 1962
- Diretto da: Arthur Lubin
- Scritto da: Lou Derman, Ben Starr, Robert O'Brien

### Trama
- Guest star: Grandon Rhodes (Smythe), Frankie Darro (Henry), Jack Big Head (Sitting Bear), Norman Leavitt (Holly), Rodd Redwing (Holly), Eddie Little Sky (Ticonderoga)

## Disappearing Horse
- Prima televisiva: 29 novembre 1962
- Diretto da: Arthur Lubin
- Scritto da: Lou Derman, Ben Starr

### Trama
- Guest star: Ray Kellogg (Frank), Karl Lukas (Charlie)

## Ed and Paul Revere
- Prima televisiva: 6 dicembre 1962
- Diretto da: Arthur Lubin
- Scritto da: Robert O'Brien, Ben Starr

### Trama
- Guest star: Hans Conried (Igor Korzek)

## Wilbur the Masher
- Prima televisiva: 13 dicembre 1962
- Diretto da: Arthur Lubin
- Scritto da: Robert O'Brien, Ben Starr

### Trama
- Guest star: Paul Langton (Frank Gordon), Coleen Gray (Betty Gordon)

## Horse of a Different Color
- Prima televisiva: 20 dicembre 1962
- Diretto da: Arthur Lubin
- Scritto da: Robert O'Brien, Ben Starr, Lou Derman

### Trama
- Guest star: Hugh Sanders (Armstrong)

## Ed and the Bicycle
- Prima televisiva: 3 gennaio 1963
- Diretto da: Arthur Lubin
- Scritto da: Robert O'Brien, Lou Derman

### Trama
- Guest star: Robert Anderson (poliziotto)

## Ol' Rockin' Chair
- Prima televisiva: 10 gennaio 1963
- Diretto da: Arthur Lubin
- Scritto da: Lou Derman, Robert O'Brien

### Trama
- Guest star: Robert Carson (Farnsworth), Taggart Casey (riparatore dei telefoni)

## Big Pine Lodge
- Prima televisiva: 17 gennaio 1963
- Diretto da: Arthur Lubin
- Scritto da: Robert O'Brien, Lou Derman

### Trama
- Guest star: John Hale (Harold Johnson), Jay Ose (Haskell), Al Checco (Joe), Benny Rubin (impiegato)

## Unemployment Show
- Prima televisiva: 24 gennaio 1963
- Diretto da: Arthur Lubin
- Scritto da: Robert O'Brien, Lou Derman

### Trama
- Guest star: Lindy Davis (Peter Webster), Maudie Prickett (Miss Pringle), Bill McFarland (Armbruster), Richard Erdman (Ralph), Willard Waterman (Halsted), James Flavin (Kramer), Lisabeth Field (Mrs. Webster)

## Horse Talk
- Prima televisiva: 31 gennaio 1963
- Diretto da: Arthur Lubin
- Scritto da: Lou Derman, Robert O'Brien

### Trama
- Guest star: Chick Chandler (McGivney), Anthony Warde (Sam Morgan), Richard Reeves (guardia), Emory Parnell (Murphy)

## Ed and the Secret Service
- Prima televisiva: 7 febbraio 1963
- Diretto da: Justus Addiss
- Scritto da: Robert O'Brien, Ben Starr

### Trama
- Guest star: Robert Patten (Secret Service Man), Bob Hastings (Secret Service Man), Barbara Morrison (centralinista)

## Working Wives
- Prima televisiva: 14 febbraio 1963
- Diretto da: Ira Stewart
- Scritto da: Lou Derman, Robert O'Brien

### Trama
- Guest star:

## Wilbur's Father
- Prima televisiva: 28 febbraio 1963
- Diretto da: Arthur Lubin
- Scritto da: Ben Starr, Robert O'Brien

### Trama
- Guest star: Alan Young (Angus Post), Doris Packer (Emma Hoblock), Eilene Janssen (Penny Hoblock)

## The Price of Apples
- Prima televisiva: 7 marzo 1963
- Diretto da: Arthur Lubin
- Scritto da: Robert O'Brien, Lou Derman

### Trama
- Guest star: Richard Deacon (dottor Griffith), Charles La Torre (Cesano), Mary Carroll (Mrs. Harkness), Moyna MacGill (Mrs. Prell)

## Ed the Zebra
- Prima televisiva: 21 marzo 1963
- Diretto da: Arthur Lubin
- Scritto da: Robert O'Brien, Lou Derman

### Trama
- Guest star: Lee Goodman (Cub Scout Leader), Ben Welden (Joe)

## Ed the Emancipator
- Prima televisiva: 24 marzo 1963
- Diretto da: Arthur Lubin
- Scritto da: Lou Derman, Robert O'Brien

### Trama
- Guest star:

## Doctor Ed
- Prima televisiva: 31 marzo 1963
- Diretto da: Arthur Lubin
- Scritto da: Robert O'Brien, Lou Derman

### Trama
- Guest star: Norman Leavitt (TV Repairman), Jack LaLanne (se stesso)

## The Blessed Event
- Prima televisiva: 12 maggio 1963
- Diretto da: Arthur Lubin
- Scritto da: Ben Starr, Robert O'Brien

### Trama
- Guest star: Richard Deacon (dottore)